# Hadena caesia
Hadena caesia (tên tiếng Anh: Grey) là một loài bướm đêm thuộc họ Noctuidae. Loài này phân bố phân tán all over châu Âu (see subspecies section).
Sải cánh dài 32–37 mm. Con trưởng thành bay từ tháng 6 đến tháng 8.
The young Ấu trùng ăn các loài capsules of various Silene (bao gồm Silene nutans và Silene vulgaris). Sau đó chúng ăn lá cây. Chúng qua mùa đông dưới dạng nhộng.

## Phụ loài
- ssp. caesia  (Denis&Schiffermüller, 1775)  (Alps)
- ssp. abruzzensis  (Draudt, 1934)  (dãy núi Apennine)
- ssp. ostrogovichi  (Hacker, 1989)  (dãy núi Carpathia)
- ssp. bulgarica  (Boursin, 1959)  (Bulgaria)
- ssp. xanthophoba  (Schawerda, 1922)  (bản đảo Balkan)
- ssp. mananii  (Gregson, 1866)  (Đại Anh và Ireland)
- ssp. frigida  (Zetterstedt, 1839)  (nam Fennoscandia)
- ssp. grisea  (Hospital, 1948)  (núi phía bắc Tây Ban Nha)
- ssp. revolcadorensis  (Calle, 1983)  (vùng Murcia)
- ssp. castiliana  (Reisser, 1935)  (vùng Castile)

## Hình ảnh

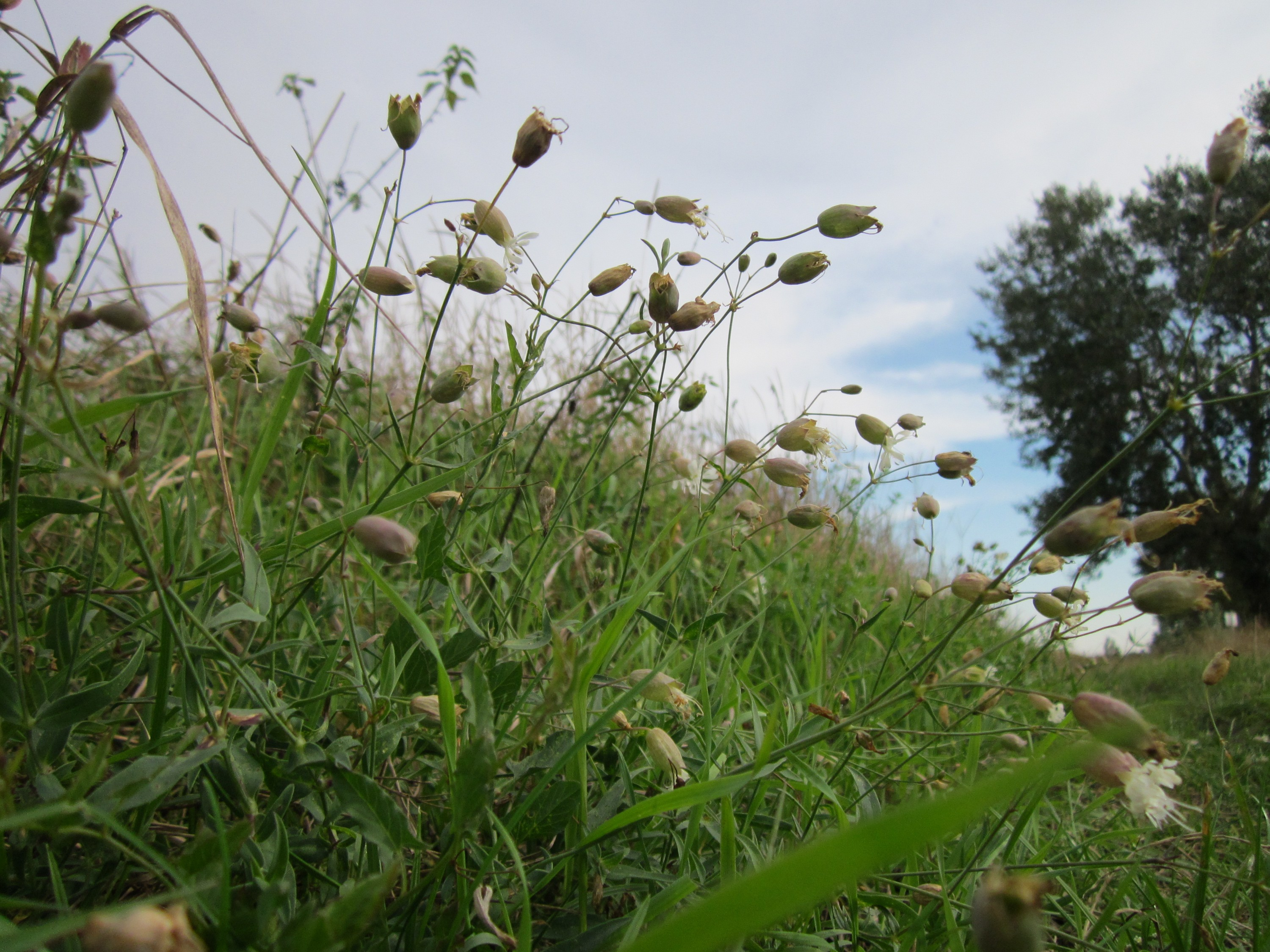
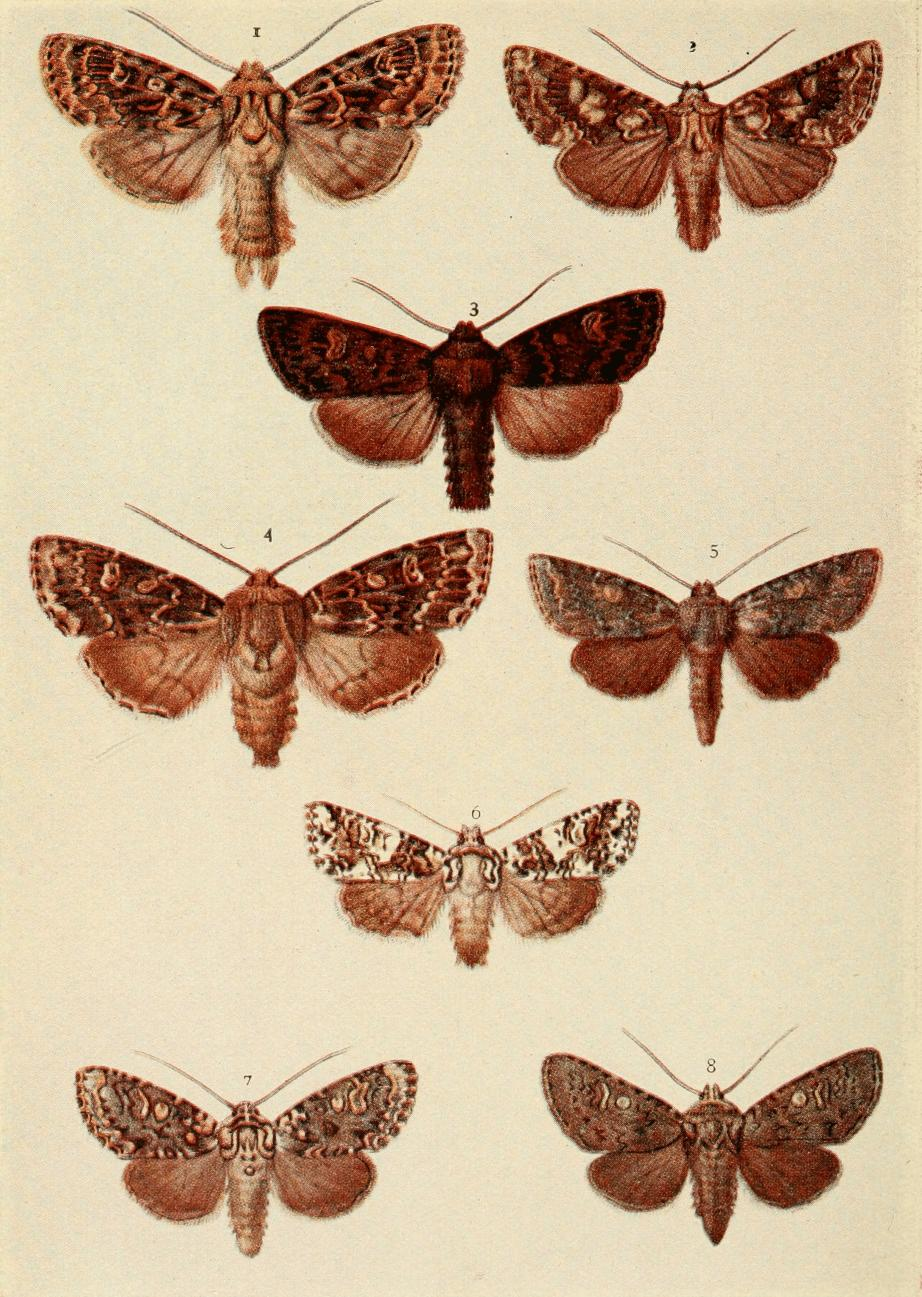